# José Cárdenas del Llano
José Cárdenas del Llano, fue un político mexicano, nacido y fallecido en San Francisco de Campeche, cuando esta ciudad era aún parte de Yucatán. Fue gobernador provisional de Yucatán entre el 22 de noviembre de 1854 y el 8 de febrero de 1855.

## Datos históricos
José Cárdenas del Llano perteneció al grupo político de Santiago Méndez Ibarra, quien representó los intereses campechanos frente a los de Mérida, Yucatán, que fueron representados por el grupo de Miguel Barbachano, durante los conflictivos años previos a la escisión del estado de Yucatán por la separación de Campeche y justamente al principio de la denominada guerra de castas, que se escenificó en la península de Yucatán desde 1847 hasta 1901.
En mayo de 1847 Cárdenas del Llano asistió a una reunión convocada por el entonces gobernador de Yucatán, Domingo Barret, realizada en Ticul de los principales líderes políticos de Yucatán  y que tuvo el propósito aparente de reorganizar en Yucatán la hacienda pública, las fuerzas del orden y de restablecer las fechas para las elecciones de funcionarios en el estado. En el fondo esta magna asamblea discutió acerca de la separación de Yucatán de la república de México y de la neutralidad de Yucatán frente a la invasión estadounidense a territorio mexicano.
A finales de 1854. durante un periodo corto de poco más de dos meses, asumió el mando político en Yucatán como gobernador interino. Entregó la gubernatura a Pedro Ampudia, quien fue designado por el presidente Antonio López de Santa Anna.